# Canistrum fragrans
Canistrum fragrans là một loài thực vật có hoa trong họ Bromeliaceae. Loài này được (Linden) Mabb. mô tả khoa học đầu tiên năm 1990.